# Егзорцизам (филм)
Егзорцизам (енгл. The Exorcism) је амерички натприродни хорор филм из 2024. године. Филм је снимљен у режији Џошуа Џон Милера на чијем сценарију је радио заједно са М. А. Фортином. Главну улогу тумачи Расел Кроу као Антони Милер, глумац чије се ментално здравље погоршава на снимању хорор филма, што наводи његову ћерку Ли (Рајан Симпкинс) да сумња да је у питању или његови претходни проблеми са зависношћу или нешто још горе.  У филму играју и Сем Вортингтон, Клои Бејли, Адам Голдберг, Адријан Пасдар и Дејвид Хајд Пирс.
Компанија Vertical је издала филм у биоскопима у Сједињеним Америчким Државама 21. јуна 2024.

## Радња
Глумац сам истражује сет филма и убрзо је убијен.
Режисер одабира глумца Антонија Милера да игра свештеника у филму. Антонијина ћерка Ли је његова асистенткиња на снимању. Милер има потешкоће на снимању и ван њена, и открива се његова прошлост. Режисер разматра његову замену, и исмева Милерову прошлост и веру. Ли почиње да се брине за његово понашање, које укључује повређивање самог себе и одбијање да узме лекове.
Ли се спријатељује са Блејком. Она и Блејк консултују оца Конора о Милеровом понашању. На снимању, Милер дељује као да је опседнут. Замењује га Џо, који је играо други лик. Милер напада Ли, а затим скаче кроз прозор.
Отац Конор одлучује да изврши егзорцизам током снимања сета. Ли проналази њега и Блејка парализоване испред сада опседнутог Милера, који се подсмева Линим покушајима да употреби књигу. Она успева да га изгори крстом, што ослобађа Конора и Блејка од парализе.